# TAM航空402便離陸失敗事故
TAM航空402便離陸失敗事故（TAMこうくう402びんりりくしっぱいじこ）とは、1996年10月31日に、TAM航空402便（フォッカー 100）がサンパウロのコンゴニャス国際空港を飛び立った直後に逆噴射装置が誤作動したために住宅街に墜落し、乗員乗客95名全員と地上の4人が死亡した航空事故である。

## 航空機と乗務員
- 機体：フォッカー 100
  - 機体記号：PT-MRK
- 運航乗務員：2名（機長（48歳）・副操縦士（27歳））
- 客室乗務員：3名
- 乗客：90名 [1]

## 事故の概略

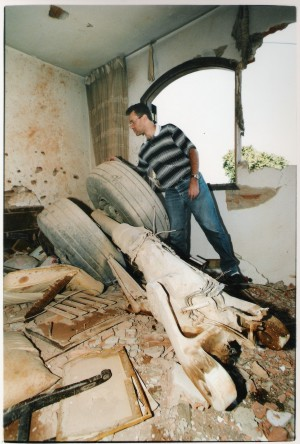
民家に直撃した着陸装置

TAM航空402便は、ブラジルのサンパウロからリオデジャネイロを結ぶ国内線として運航されていた。402便はコンゴニャス空港の滑走路17Rから現地時間午前8時26分（協定世界時午前11時26分）に離陸した。しかし離陸後まもなく、第2（右）エンジンのスラストリバーサーが動作して操縦困難となり、機体が大きく右に傾いて墜落に至った。乗員乗客95名全員と地上の4名の合計99名が死亡した。また、離陸から墜落までの時間は約25秒しかなかった。

## 事故原因
調査の結果、エンジンの誤作動とパイロットがエンジン操作を誤ったことの2点が原因と判明した。フォッカー社は飛行中における逆噴射装置誤作動時の対応訓練をパイロットに受けさせていなかった。そのようなことが起こるのは飛行中で10億時間に1回と見積もられていた。
フォッカー 100には、飛行中にエンジンの逆噴射（スラストリバーサー）を確認すると自動的にそのエンジンをアイドルにする保安装置が搭載されており、この装置は事故当時にも作動していた。フォッカー 100は片方のエンジンでの飛行が可能なため、誤動作したエンジンがアイドル状態でも飛行に問題はなかった。しかしパイロット（副操縦士とみられる）は、エンジンが逆噴射されていることを知らなかったため、機体が傾きだしたあとに保安装置でエンジンがアイドル状態になると、とりあえず状態を快方に向かわせようと、保安装置に逆らい3度も最大出力としたため、制御ケーブルに設計を超える力が加わり、ついに破断した。機体はスラストリバーサーを作動させたままフルスロットルという最悪の状態で、大きく右に傾き、立て直せずに墜落した。
以上のように、逆噴射装置が引き金になり、パイロットエラーにより墜落したが、パイロットたちに責任はない。そもそもは逆噴射装置の誤作動を想定した訓練をパイロットたちに受けさせていなかったことが災いし、また、フォッカー社の見立てが甘すぎたことが事故を引き起こした、と事故調査では結論が出されている。
コンゴニャス国際空港ではその後も度々オーバーラン事故や周辺地への墜落事故が発生しており、2007年2月にブラジルの裁判所はフォッカー 100やボーイング737NGなど、4機種にブレーキ性能上問題があるとして飛行禁止を命令していた。だが、ブラジル航空当局とTAM航空は多くの利用者に影響を与えるとして異議を申し立て、上級裁判所において経済効果を理由に逆転判決が出され、この命令は取り消された。

## 映像化
- メーデー!:航空機事故の真実と真相 第13シーズン第10話「Carnage In Sao Paulo」